# Folklore-Festival (Wiesbaden)
Folklore – Das Festival im Kulturpark (kurz Folklore, auch Folklore im Garten) war ein zwischen 1977 und 2015 jährlich stattfindendes Musikfestival in Wiesbaden. Nach 2009 zählte das Festival an allen drei Tagen zusammen rund 20.000 Besucher je Jahr. Musikalisch ordnete sich das Festival vielen Genres zu, neben Rock, Pop und Hip-Hop zählten auch Reggae-Künstler zu den auftretenden Acts. Neben Musik zeichnete sich das Festival auch durch Kulinaritäten und Stände von politischen und sozialen Initiativen aus und bot zudem Straßentheater und Familienprogramme.

## Geschichte
Das erste Festival fand im Jahr 1977 als Musikfest für Familien in den Reisinger-Anlagen (am Hauptbahnhof) statt. Es wurde fast von Beginn an vom städtischen Jugendamt organisiert.
Bereits im Jahr 1978 wurde das Festival in den Schlosspark von Schloss Freudenberg verlegt, wo es bis zum Jahr 2006 stattfand. Aufgrund von bis zu 60.000 Besuchern im Jahr 1995, und des für diese Besucherzahlen zu kleinen Veranstaltungsgeländes wurde das Programm auf eine jüngere Zielgruppe ausgerichtet, um die Besucherzahlen zu reduzieren. Allerdings schwanden dadurch auch die Einnahmen und das Defizit stieg auf bis zu 80.000 Euro im Jahr 2001. Im Jahr 2004 wurde der Umzug auf das Gelände des Kulturzentrums Schlachthof beschlossen und die Organisation an die Betreiber des Kulturzentrums übertragen. Die Stadt bezuschusste das Festival weiterhin mit über 100.000 Euro im Jahr, deckte aber nicht mehr den Verlust, wodurch sie in zwei Jahren 80.000 Euro einsparte. Bis zum Jahr 2006 fand das Festival aber noch im Schlosspark Freudenberg statt und trug bis dahin den Namen „Folklore im Garten“.
Der Umzug fand erst im Jahr 2007 statt, im August wurde das Festival auf dem Schlachthof-Gelände eröffnet. Der Zusatz „im Garten“ wurde aus dem Namen gestrichen und der neue Standort stieß auf viel Kritik, nicht zuletzt weil das Gelände zu der Zeit noch wenig Grünflächen bot und eine Sanierung erst noch bevorstand. Nach dem Umzug hielt die Diskussion um Lärmbelastung an, da sich das neue Gelände nahe an einer gewachsenen Wohnbebauung befindet. Um einen Konsens zwischen Anwohner- und Besucherinteressen zu finden, wurden auch technische Möglichkeiten der Lautstärkereduzierung in Erwägung gezogen. 
Im Jahr 2014 wurde eine Änderung des Konzepts für das Festival von dem Veranstalter vorgestellt. Nach dem Festival im Jahr 2015 gab der Veranstalter bekannt, dass das neue Konzept nicht wie erwartet funktionierte und der städtische Zuschuss gestrichen wurde, daher wurde das Festival eingestellt. Auch weitere Bemühungen, das Festival wiederzubeleben, scheiterten. 2019 gab die Stadt Wiesbaden das endgültige Aus für Folklore bekannt.

## Line-Ups (Auswahl)

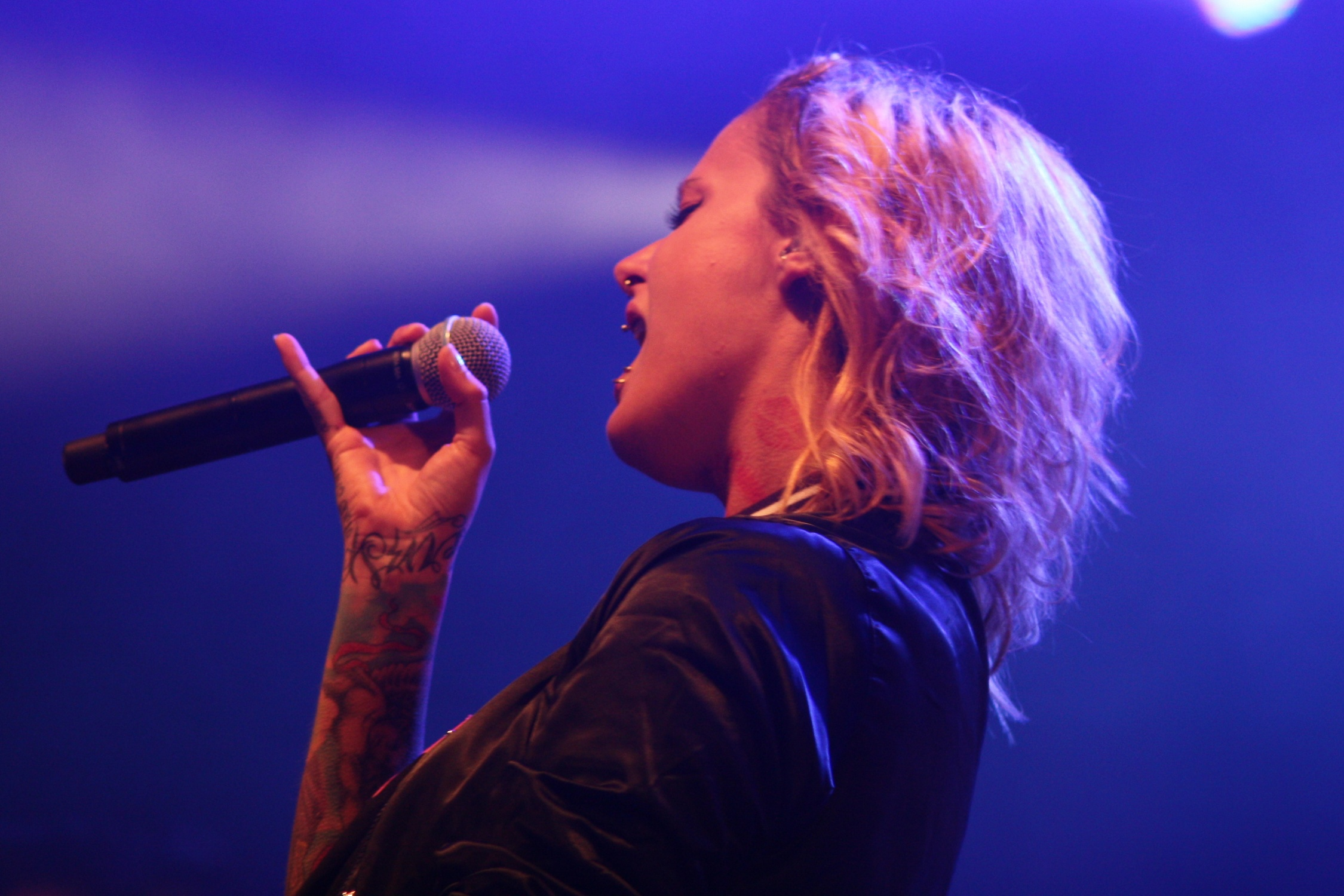
Jennifer Rostock 2013

### 1995
Fettes Brot, Lily of the Valley

### 1996
The Busters, MC Rene, Leo Bassi, Guts Pie Earshot, Les Tambours du Bronx, Chumbawamba, Fettes Brot

### 1997
Sick of It All

### 2003
Fettes Brot, Egoexpress, Frau Doktor

### 2004
Fehlfarben, Tomte, Mediengruppe Telekommander, Boxhamsters, Curse, Sam Ragga Band

### 2005
Kettcar, Die Sterne, Deichkind, Apparatschik, Egoexpress, 17 Hippies

### 2006
Culcha Candela, The BossHoss, Klee, Virginia Jetzt!, Die Crackers

### 2007
The Lemonheads

### 2008
Sportfreunde Stiller, Get Well Soon, Kilians, Blackmail

### 2009
Fettes Brot, Egotronic, Bonaparte, Jeans Team, Mediengruppe Telekommander, Kissogram

### 2010
Tocotronic, Blumentopf, Frittenbude, WhoMadeWho, Turbostaat, Miss Li, Bodi Bill

### 2011
Wir sind Helden, Donots, Friska Viljor, Thees Uhlmann, Marteria, Pohlmann

### 2012
Casper, Jupiter Jones, Bonaparte, Walk Off the Earth, Kraftklub, Egotronic

### 2013
Jennifer Rostock, Tocotronic, Frittenbude, Blumentopf, Dendemann, Turbostaat

### 2014
Judith Holofernes, Egotronic, Afro Cuban Tiges of India, One Love Crew, Deine Freunde, Moop Mama, Pascow, In Hope

### 2015
Element of Crime, AnnenMayKantereit, Fünf Sterne Deluxe, Prinz Pi